# Протесты в Иране (2019—2020)
Протесты в Иране — серия гражданских акций протеста, происходивших в нескольких городах по всему Ирану. Первоначальной причиной возникновения протеста послужил рост цен на топливо в 50—200 %. В дальнейшем протест перерос в акции против политического режима в Иране и высшего руководителя Али Хаменеи. Протесты начались вечером 15 ноября и в течение нескольких часов распространились на 21 город, когда видео протестов стали распространяться в Интернете. Изображения насильственных протестов вскоре разошлись по Интернету, и протесты достигли международного уровня.
Хотя протесты начались как мирные собрания, они вскоре превратились в жестокие беспорядки и восстание против иранского правительства. Применяемая правительством Ирана тактика прекращения акций протеста включала общенациональное отключение интернета и стрельбу по демонстрантам с крыш, вертолётов и с близкого расстояния из пулемётов. По словам горожан, якобы правительственные силы затем конфисковали тела погибших демонстрантов, вывезли их, чтобы замаскировать истинное количество жертв и серьёзность протестов. Amnesty International писала, что правительство угрожало семьям убитых демонстрантов, если те выступят в средствах массовой информации или устроят похороны. По данным западных источников, правительство убило 1500 иранских граждан, а подавление акций вызвало бурную реакцию протестующих, которые разрушили 731 правительственный банк, включая центральный банк Ирана, девять исламских религиозных центров, снесли антиамериканские рекламные щиты, а также плакаты и статуи Верховного лидера Али Хаменеи. 50 правительственных военных баз были также атакованы протестующими. Эта серия протестов была отнесена к категории самых жестоких с момента возникновения Исламской Республики Иран в 1979 году.
Чтобы заблокировать обмен информацией о протестах и гибели протестующих на платформах социальных сетей, правительство заблокировало Интернет по всей стране, что привело к почти полному отключению Интернета в течение примерно шести дней.

## Предыстория
Санкции Соединённых Штатов и Европейского Союза в сочетании с неэффективным управлением экономикой стали факторами, связанными с серьёзным экономическим кризисом в Иране в 2010-х годах. Президент Ирана Хасан Рухани сказал перед циклом беспорядков в ноябре 2019 года, что «Иран переживает один из самых трудных периодов после исламской революции 1979 года».
Многочисленные протесты и забастовки имели место в Иране в декабре 2017 года, в течение всего 2018 года и в первой половине 2019 года. Причины протеста варьировались от роста цен до прав учителей и прав железнодорожников.
В конце 2019 года в соседних странах: Ливане и Ираке, произошли антиправительственные протесты.
В полночь 15 ноября 2019 года правительство Ирана объявило, что повысит цены на топливо. До повышения цен водители могли покупать до 250 литров каждый месяц по 10 000 иранских риалов за литр. Новая структура цен предусматривала аналогичное ежемесячное распределение для водителей, но цены начинались с 15 000 риалов за литр для первых 60 литров, затем 30 000 за литр. Государственное телевидение Ирана описала эти меры как способ помочь финансировать субсидии приблизительно 60 миллионам иранцев.
Вызванные повышением цен на нефть протесты в дальнейшем переформатировались в протест против коррупции и воровства правительства, и имели целью свергнуть иранское правительство. Плохое управление со стороны властей привело к быстрой инфляции, что привело к тому, что ещё 1,6 миллиона иранцев оказались за чертой бедности всего за один год.
Бехзад Набави, бывший член парламента Ирана, в интервью в сентябре 2019 года, всего за два месяца до протестов, заявил, что Экономический фонд Разави, в состав которого входят несколько небольших организаций, совместно с Корпусом Стражей Исламской революции и Министерством разведки контролируют около шестидесяти процентов экономики Ирана. Верховный лидер Али Хаменеи руководит фондом. Ни одна из этих организаций не платит никаких налогов, и ни одной государственной организации не разрешается просматривать их отчётности.
В то время как иранский народ страдает от экономических трудностей, Верховный лидер Али Хаменеи своим указом освободил некоторых попечителей от уплаты налогов. В их число входит гигантская организация «Штаб строительства Хатам аль-Анбия» и многие другие более мелкие структуры, принадлежащие Корпусу стражей Исламской революции.

## Хронология

### Ноябрь 2019

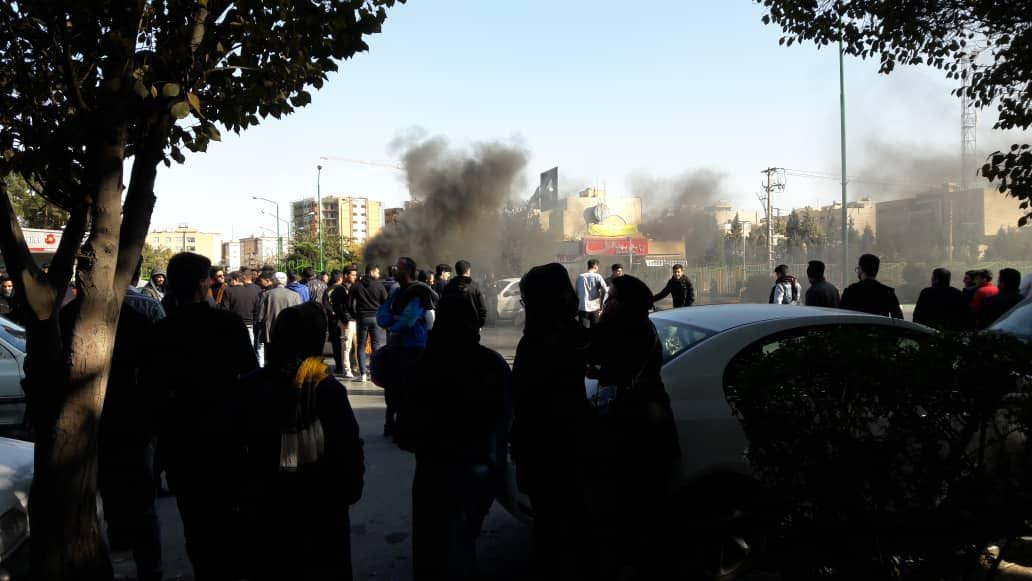
Начало протестного движения (ноябрь 2019)

После того, как правительство объявило о повышении цен рано утром 15 ноября, иранцы в разных городах вышли на улицы в знак протеста.
По сообщениям, один из первых протестующих был убит в Сирджане после того, как силы безопасности открыли огонь. В свою очередь демонстранты в городе подожгли заправочную станцию и скандировали: «Рухани, покинь эту страну».
Протестующие в Ахвазе потребовали, чтобы люди бойкотировали покупку топлива и останавливали свои автомобили посреди дороги в знак протеста.
В Мешхеде, втором по величине городе Ирана, демонстранты перекрыли движение на улицах и автомагистралях. Протестующие собрались поздней ночью в Годсе, пригороде Тегерана, и уничтожили полицейскую машину.
Протесты продолжили расширяться на второй день 16 ноября. Демонстранты собрались в более чем 50 городах страны, таких как Тегеран, Тебриз, Исфахан и Шираз, чтобы выразить протест против внезапного повышения цен.
Несколько банков в Эсламшахре, Бехбахане и Тегеране, а также одна религиозная школа в Исфахане были сожжены протестующими. В Шахрияре демонстранты сожгли памятник Рухоллы Хомейни, основателя Исламской Республики. Силы безопасности стреляли в протестующих, пытаясь разогнать их, убив по меньшей мере десять протестующих в Исфахане, Бехбахане, Керманшахе, Карадже и Ширазе.
16 ноября доступ в Интернет по всей стране был почти полностью закрыт, при этом активность в Интернете оценивалась в 7 %.
Государственные информационные агентства сообщили, что к настоящему времени было арестовано более 1000 человек, а протесты охватили более 100 городов Ирана. С 16 по 20 ноября 2019 года произошла резня в Бендер-Махшехре.
Владельцы магазинов в Тегеране и Исфахане закрыли базары и объявили забастовку. Находясь в Тебризе, студенты из Тебризского университета оставили свои занятия и присоединились к демонстрациям.
Студенты Тегеранского университета собрались второй день подряд, чтобы выразить протест против текущей ситуации в стране и скандировали «Смерть диктатору» и «Не Газа, не Ливан, моя жизнь только для Ирана». Протесты продолжались в районе Садегие в Тегеране. Базар был заполнен силами безопасности, пытающимися помешать торговцам начать забастовку. Граждане Тегерана сообщили, что, несмотря на отключение интернета, протесты продолжились.
О тяжёлых столкновениях также сообщалось в Ширазе, где силы безопасности открыли огонь по собравшимся людям. Власти сообщили, что протестующие по всей стране сожгли девять исламских семинарий и пятничных молитвенных отделений. Протесты продолжались в течение пятого дня подряд 19 ноября, несмотря на присутствие сил безопасности в городах страны. Сообщалось об акциях в Тегеране, Карадже, Ширазе и Исфахане. Город Шуш в провинции Хузестан был фактически закрыт, так как рабочие Хафта Таппе протестовали против нынешних условий работы.
Революционная гвардия забрала тела погибших демонстрантов и раненых в больницах, чтобы скрыть истинные потери и преуменьшить масштаб протестов. В некоторых случаях правительственные чиновники продавали тела протестующих. Согласно The Guardian, протесты достигли 70 % провинций страны.

### Декабрь 2019
7 декабря в День студента в Иране, студенты в Тегеране и других городах провели демонстрации в поддержку протестов. Рано утром 17 декабря студенты из университета Шахид Бехешти в Тегеране собрались возле общежитий и протестовали против убийства протестующих.
25 декабря, за день до 40-го дня траурного шествия протестующих, погибших в ходе ноябрьских протестов, силы безопасности арестовали нескольких членов семьи Поуя Бахтиари, чья смерть в ходе протестов взбудоражила страну.
26 декабря силы безопасности атаковали различные кладбища вокруг Ирана, чтобы помешать семьям погибших в ноябрьских протестах провести церемонии в честь 40-го дня смерти их близких. Некоторые из скорбящих были арестованы.

### Январь 2020

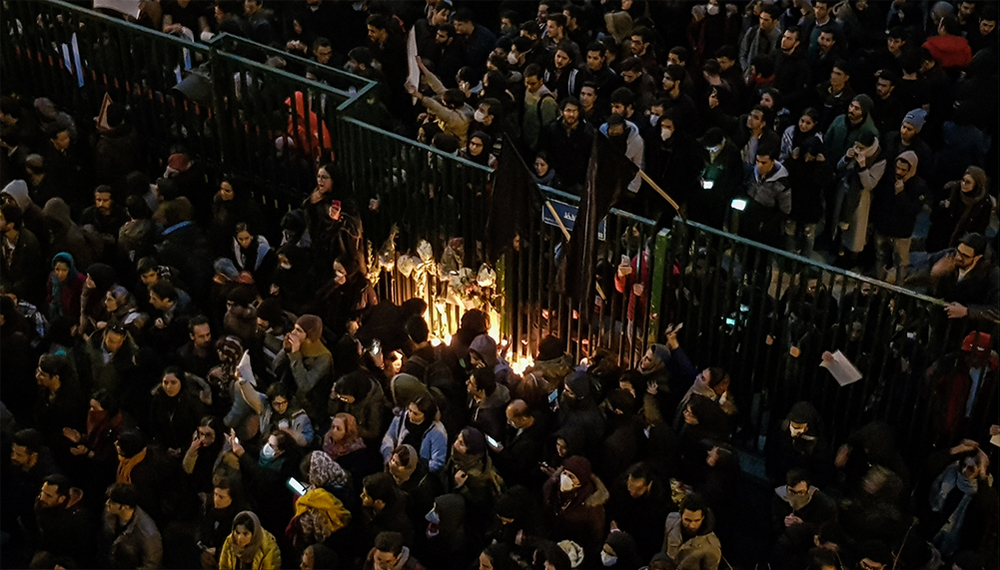
Студенты на митинге 11 января 2020 г.

После того как официальные власти страны признали, что по ошибке сбили пассажирский лайнер «Украинских авиалиний», более двух тысяч молодых активистов вышли на стихийный митинг в Тегеране вечером 11 января. Главным лозунгом протестующих стало требование устранить Верховного Лидера Ирана. 12 января похожие митинги против политики КСИР прошли в Исфагане, Реште и Хамадане. Некоторые интернет-издания разместили видео с разгоном манифестации в Тегеране, где полиция применила слезоточивый газ. Также слышны выстрелы и видны раненые.
Дональд Трамп поддержал студенческую манифестацию в Твиттере, написав на фарси: НЕ УБИВАЙТЕ ПРОТЕСТУЮЩИХ. Великобритания также решила поддержать молодёжный митинг (ведь среди погибших были иранские студенты, учившиеся в Канаде), однако посол Соединённого королевства Роб Макэр был задержан прямо на акции протеста 11 января, находясь среди демонстрантов. После разбирательств, продлившихся около получаса, его отпустили.

## Отключение интернета
На второй день протестов, Минкомсвязи по приказу властей временно отключили интернет, чтобы снизить протестную активность.
Государственный департамент США осудил это решение и потребовал включить интернет.

## Слоганы и тактика протестующих
Основным лозунгом протестующих стала фраза «Клирики должны уйти».
Часто манифестации сопровождались проклятьями в адрес Верховного лидера Ирана, иногда митингующие жгли его портреты.
Так как демонстранты стремились перекрыть улицы вблизи государственных учреждений, им противостояли вооружённые отряды «Басидж».

## Жертвы

Число смертей по провинциям Ирана
40 или более человек убито
30-39 человек убито
20-29 человек убито
10-19 человек убито
1-9 человек убито
Нет информации

По мнению ряда наблюдателей, протесты в Иране в ноябре 2019 года стали самыми кровопролитными с 1979 года.
Согласно подсчётам Amnesty International к середине декабря 2019 года в стране погибло 304 человека и несколько тысяч были арестованы. Среди погибших есть несовершеннолетние.
Государственный департамент США приводит данные, что за ноябрь—декабрь 2019 года численность жертв превышает 1 тысячу человек. По данным различных правозащитных организаций, в городе Бендер-Махшехр только в ноябре было убито от 40 до 100 человек. Причём очевидцы утверждают, что для разгона демонстраций там применяли танки.
Международное агентство Reuters приводит такую численность жертв ноябрьских выступлений: убито 1500 человек, из них 400 женщины и 17 подростков.
В январе среди студентов появился новый баннер: «1500 + 176», говорящий о безвинно погибших людях рейса UA752.
Многие Иранские СМИ, принадлежащие к властям, расскритиковали данные от Amnesty International и от Reuters. По их словам, численность жертв ниже чем их данные.
По подсчётам британской газеты The Guardian, В
Ширазе и Шахрак-э-Шедра убиты 69 человек (9 из них в Шахрак-э-Шедре).